# James Spens
Jacob Spens,  född 1571, död 1632 i Stockholm, var en svensk friherre, general och ambassadör.

## Biografi
Släkten Spens härstammar från Skottland där medlemmarna är skotska feodala baroner till Wormeston respektive Lathallan i Fife samt var tidigare hövdingar för klanen Macduff.[källa behövs]
Jacob Spens föddes 1571. Han var son till militären William David Spens och Margareta Learmouth i Skottland. Spens blev 1594 provost i Craill i Fifeshire. Han gick i svensk tjänst 1606 hos Gustav II Adolf och blev 1608 svensk överste. Spens blev svenskt residerande kommissarie i England 1613, engelsk legat till Sverige 1613, 1619, 1620 och 1624. Han blev engelsk legat till Nederländerna 1624, svenskt hovråd och legat i England 1626 och engelsk legat till Danzig och Brandenburg 1627. Spens överlämnade i Dirschau till konung Gustav II Adolf strumpebandsordens insignier 23 september 1627. Han erhöll den 23 april 1628 svenskt friherreskap (Spens) och erhöll Orreholmen i förläning. Spens var generalen över allt engelskt krigsfolk i svensk tjänst sedan 1621 och rekryterade två regementen, ett i Irland och ett i England år 1629. Han blev ordinarie residerande ambassadör vid engelska hovet samma år. Han avled 1632 i Stockholm och begravdes i Riddarholmskyrkan, där hans änka 1634 köpte en grav.
Spens spelade en avgörande roll som medlare i fredsförhandlingarna mellan Sverige och Danmark vilka utmynnade i Freden i Knäred 1613.
Ätten introducerades 1635 på Riddarhuset genom Jacobs söner Axel Spens (1626–1656) och Jacob Spens (1627–1665) och erhöll nummer 9 bland friherrar.

### Egendom
Spens ägde Orreholmens kungsgård i Skörstorps socken.

### Familj
Spens gifte sig första gången med Agnes Durie. De fick tillsammans barnen Jakob Spens, David Spens, överstelöjtnanten Vilhelm Spens (1604–1647), Cecilia Spens som var gift med generalmajoren David Drummond, Isabella Spens som var gift med generalmajoren Jakob Ramsay och en dotter som var gift med officeren William Monpenne.
Spens gifte sig andra gången 1624 med Margareta Foratt (död 1653). De fick tillsammans barnen majoren Axel Spens (1626–1656) vid Hammarskjölds värvade dragonregemente och översten Jakob Spens (1627–1665) vid Upplands regemente. Efter Spens död gifte Foratt om sig med översten Hugo Hamilton af Deserf.